# Hisakatsu Yabe
Hisakatsu Yabe ( japonais : 矢部 長克), né le 3 décembre 1878 et décédé le 23 juin 1969  est un paléontologue et géologue japonais.

## Présentation
Originaire de Tokyo. Il est diplômé de l'Université de Tokyo et devient professeur émérite à l'Université de Tohoku ,. Yabe a contribué au développement de la géologie au Japon. En 1918, il propose le nom de la ligne tectonique Itoigawa-Shizuoka.